# فاکوندو کلیدیو
فاکوندو کلیدیو (به اسپانیایی: Facundo Colidio)زادهٔ ۴ ژانویهٔ ۲۰۰۰) یک بازیکن فوتبال اهل آرژانتین است که برای باشگاه فوتبال ریور پلاته به عنوان مهاجم بازی می کند.

## ویژگی فنی
کلیدیو ترجیح می‌دهد به عنوان یک مهاجم مرکزی بازی کند، نقشی که با توجه به ویژگی‌های بدنی اش به صورت بسیار پویا ایفا می‌کند. اغلب به عنوان وینگر استفاده می‌شود، جایی که به لطف تکنیک عالی عالی می‌تواند تمرکز کند تا نتیجه‌گیری را امتحان کند، برای سبک بازی خود او را با پائولو دیبالا مقایسه می‌کنند. او فوتبال را به عنوان دروازه‌بان شروع کرد، نقشی که برادرش نیز بر عهده داشت.

## عملکرد باشگاهی

### اتلتیکو رافائلا
او فوتبال خود را در تیم اتلتیکو رافائلا شروع کرد و در آنجا پیشرفت کرد.
- باشگاه فوتبال بوکاجونیورز

او در ۱۴ سالگی توسط بوکاجونیورز خریداری شد و در تیم جوانان بوکاجونیورز بازی کرد.
- باشگاه فوتبال اینترمیلان

در ۲۰ سپتامبر ۲۰۱۷ با مبلغ ۷ میلیون به اینترمیلان پیوست و در تیم جوانان اینتر شروع به بازی کرد. پس از پایان قرارداد قرضی به اینتر بازگشت.

### سنت ترویدنس
در ۱۳ اوت ۲۰۲۰ به صورت قرضی به سنت ترویدنس پیوست. اولین گل خود را در این باشگاه در ۱۸ ژانویه ۲۰۲۰ مقابل باشگاه فوتبال کورتریک زد که در پایان مسابقه ۲ بر ۰ پیروز شدند.

### اتلتیکو تیگره
در ۴ ژانویه ۲۰۲۲ مدیران باشگاه اعلام کردن که باشگاه فوتبال اتلتیکو تیگره کلیدیو را با قراداد دادی قرضی به مدت یک سال به خدمت گرفته‌است.

## عملکرد ملی
کلیدیو در سال ۲۰۱۷ اولین بار به تیم ملی فوتبال زیر ۱۷ سال آرژانتین دعوت شد. و در چهار بازی ۲ گل زد. سپس در سال ۲۰۱۸ هم در تیم ملی فوتبال زیر ۲۰ سال آرژانتین بازی کرد. و در ۹ بازی برای این تیم کرد و ۳ به ثمر رساند.